# Juan Carlos Letelier
Juan Carlos Letelier Pizarro (ur. 20 maja 1959 w Valparaíso) – piłkarz chilijski grający podczas kariery na pozycji napastnika.

## Kariera klubowa
Karierę piłkarską Juan Carlos Letelier rozpoczął w klubie Santiago Wanderers w 1978. W 1981 przeszedł do Audax Italiano, by po roku zostać zawodnikiem klubu Cobreloa. Z Cobreloą dwukrotnie zdobył mistrzostwo Chile w 1982 i 1985 oraz Puchar Chile w 1986. W 1988 wyjechał do Kolumbii, gdzie występował w Independiente Medellín.
Po powrocie do Chile był zawodnikiem Deportes La Serena, po czym wyjechał na parę miesięcy do Brazylii SC Internacional. W pierwszej połowie lat 90. Leterier występował w Meksyku w Cruz Azul, w Peru w Universitario Lima i Sportingu Cristal, Wenezueli w Caracas FC. Z Universitario w 1992, ze Sportingiem Cristal w 1994 zdobył mistrzostwo Peru.
Piłkarską karierę Letelier zakończył w Deportes La Serena w 1995.

## Kariera reprezentacyjna
W reprezentacji Chile Letelier zadebiutował 13 czerwca 1979 w zremisowanym 0-0 towarzyskim spotkaniu z Ekwadorem. 
W 1982 roku został powołany przez selekcjonera Luisa Santibáñeza do kadry na Mistrzostwa Świata w Hiszpanii, gdzie wystąpił w dwóch meczach z RFN i Algierią, w którym w 73 min. zdobył drugą bramkę dla Chile.
W 1983 wziął udział w Copa América. W tym turnieju Letelier wystąpił we wszystkich czterech meczach: Urugwajem (bramka w drugim meczu) i Wenezuelą. W 1987 po raz drugi wziął udział w Copa América, w którym Chile zajęło drugie miejsce, ustępując jedynie Urugwajowi. W tym turnieju Letelier wystąpił w czterech meczach: w grupie z Wenezuelą (bramka) i Brazylią (2 bramki), w półfinale z Kolumbią oraz w finale z Urugwajem. W 1989 po raz trzeci wziął udział w Copa América. W tym turnieju Letelier wystąpił we wszystkich trzech meczach: Argentyną, Urugwajem i Ekwadorem.
Ostatni raz w reprezentacji wystąpił 3 września 1989 w przegranym 0-1 meczu eliminacji Mistrzostw Świata. Od 1979 do 1989 roku rozegrał w kadrze narodowej 57 spotkaniach, w których zdobył 18 bramek.